# Magnetic Man
Magnetic Man is een dubstepgroep uit Londen bestaande uit Benga, Artwork en Skream.
Magnetic Man werkt samen met onder anderen Katy B, Ms. Dynamite en John Legend. Het debuutalbum Magnetic Man kwam in 2010 uit.
Magnetic Man speelde op 2 juli 2011 op Rock Werchter.

## Discografie

### Albums
| Album met hitnotering(en) in de Vlaamse Ultratop 200 albums | Datum van verschijnen | Datum van binnenkomst | Hoogste positie | Aantal weken | Opmerkingen |
| ----------------------------------------------------------- | --------------------- | --------------------- | --------------- | ------------ | ----------- |
| Magnetic Man                                                | 08-10-2010            | 23-10-2010            | 60              | 9            |             |

### Singles
| Single met hitnotering(en) in de Vlaamse Ultratop 50 | Datum van verschijnen | Datum van binnenkomst | Hoogste positie | Aantal weken | Opmerkingen      |
| ---------------------------------------------------- | --------------------- | --------------------- | --------------- | ------------ | ---------------- |
| I need air                                           | 23-08-2010            | 11-09-2010            | 27              | 10           | met Angela Hunte |
| Perfect stranger                                     | 01-11-2010            | 20-11-2010            | tip13           | -            | met Katy B       |
| Getting nowhere                                      | 31-01-2011            | 12-02-2011            | tip4            | -            | met John Legend  |
| Anthemic                                             | 13-06-2011            | 23-07-2011            | tip11           | -            |                  |